# Derovatellus regimbarti
Derovatellus regimbarti är en skalbaggsart som beskrevs av Guignot 1936. Derovatellus regimbarti ingår i släktet Derovatellus och familjen dykare. Inga underarter finns listade i Catalogue of Life.